# Days of Future Passed
Days of Future Passed, ett konceptalbum av gruppen The Moody Blues utgivet 1967 på skivbolaget Deram.
På albumet medverkar också London Festival Orchestra, och många kritiker menar att gruppen på ett utmärkt sätt lyckats kombinera orkestern med sitt eget sound. Albumet följer upp ett dygn, och den del av dygnet som de flesta nog kommer ihåg är "Nights in White Satin". "Forever Afternoon" var också ett populärt spår.

## Låtlista
1. The Day Begins (Edge/Knight/Redwave) 5:50
2. Dawn: Dawn Is a Feeling (Knight/Pinder/Redwave) 3:48
3. The Morning: Another Morning (Knight/Redwave/Thomas) 3:56
4. Lunch Break: Peak Hour (Knight/Lodge/Redwave) 5:33
5. The Afternoon: Forever Afternoon (Tuesday?) (Hayward/Knight/Lodge ...) 8:23
6. Evening: The Sun Set: Twilight Time (Knight/Pinder/Redwave/Thomas) 6:40
7. The Night: Nights in White Satin (Hayward/Knight/Redwave) 7:24